# Công viên Lịch sử Quốc gia Khu truyền giáo San Antonio
Công viên Lịch sử Quốc gia Khu truyền giáo San Antonio là khu vực bảo tồn bốn trong số năm phế tích truyền giáo về các nhà thờ truyền giáo Tây Ban Nha nằm ở San Antonio, tiểu bang Texas, Hoa Kỳ. Đây là những tiền đồn Giáo hội Công giáo được xây dựng để truyền bá Kitô giáo giữa một khu vực của những người bản địa. Nó đã từng là một phần của hệ thống trải dài trên vùng thuộc địa Tây Nam thực dân Tây Ban Nha vào những thế kỷ 17, 18 và 19.
Đi từ bắc (thượng nguồn của sông San Antonio) đến phía nam (hạ lưu) có các Khu truyền giáo sau: Concepcion, San Jose, San Juan và Espada. Các cống, hầm Espada cũng là một phần của công viên khảo cổ này, là một phần nằm về phía đông của San Juan, bên kia sông. Khu truyền giáo thứ năm và cũng là khu truyền giáo nổi tiếng nhất ở San Antonio là Alamo nhưng lại không phải là một phần của công viên. Thay vì đó, nó thuộc sở hữu của tiểu bang Texas và điều hành bởi những người hậu duệ của Cộng hòa Texas; khu truyền giáo này nằm ở phía thượng nguồn con sông từ Concepcion ở Downtown San Antonio.

## Lịch sử
Công viên này được thành lập vào năm 1975 như là một Đại lộ Truyền giáo được đăng ký trong Sổ bộ Địa danh Lịch sử Quốc gia Hoa Kỳ bao gồm 84 di tích lịch sử nằm dọc theo sông San Antonio, phía nam thành phố San Antonio. Trong số này, một phần trở thành Công viên Lịch sử Quốc gia vào ngày 1 tháng 4 năm 1983 bao gồm nhiều di tích văn hóa và một số khu vực tự nhiên. Một số phần của bốn khu truyền giáo này thuộc Tổng Giáo phận Công giáo San Antonio và vẫn hoạt động như là một Giáo xứ.

## Mô tả

### Khu truyền giáo Concepción
Concepción de Purisima Acuña được thành lập vào năm 1716 ở Đông Texas sau đó đã được chuyển đến San Antonio vào năm 1731. Được thành lập bởi các tu sĩ dòng Phan Sinh, nó là nhà thờ truyền giáo Tây Ban Nha được bảo quản tốt nhất ở Texas. Tọa lạc tại 807 đường Mission, Concepcion đã được chỉ định là một Danh lam Lịch sử Quốc gia vào ngày 15 tháng 4 năm 1970. Trong năm 2009-10, Quỹ Las Misiones tiến hành một chiến dịch tích cực nhằm khôi phục lại nội thất của Khu truyền giáo này. Phục hồi nội thất của nó đã được hoàn thành vào tháng 3 năm 2010 sau 6 tháng tiến hành. 

### Khu truyền giáo San Francisco de la Espada
Khu truyền giáo San Francisco de la Espada được thành lập vào năm 1690 như là Khu truyền giáo Phan Sinh Tejas gần Augusta ngày nay. Năm 1721, nó được đổi tên thành Khu truyền giáo Phan Sinh Neches. Sau đó nó là một phần của San Antonio vào năm 1731. Nằm trên đường Espada, nó được chỉ định là Danh lam Lịch sử Quốc gia vào ngày 23 tháng 2 năm 1972.

### Khu truyền giáo San José
San José y San Miguel de Aguayo được thành lập vào năm 1720. Tọa lạc tại 6519 San Jose Drive, nó được chỉ định là Danh lam Lịch sử Quốc gia Khu truyền giáo San Jose vào năm 1941. Và là một phần của các di tích được đăng ký trong Sổ bộ Địa danh Lịch sử Quốc gia Hoa Kỳ ngày 15 tháng 10 năm 1966. San Jose được thành lập bởi Cha Fran Felan và được xây dừng từ đá vôi.
Trung tâm du khách của Công viên lịch sử nằm liền kề với di tích này.

### Khu truyền giáo San Juan Capistrano
San Juan Capistrano được thành lập vào năm 1716 như là khu truyền giáo San Jose de los Nazonis ở Đông Texas. Sau đó nó được đổi tên và chuyển đến San Antonio vào năm 1731. Nằm trên đường Mission, San Juan được liệt kê vào Danh lam Lịch sử Quốc gia vào ngày 23 tháng 2 năm 1972.

### Địa điểm khác
Công viên bao gồm hai địa điểm khác được liệt kê trong Sổ bộ Địa danh Lịch sử Quốc gia: 
- Espada Acequia: Là hệ thống cống hầm được xây dựng bởi các tu sĩ dòng Phan Sinh vào năm 1731 để cung cấp nước tưới tiêu cho vùng gần San Francisco de la Espada. Nó được liệt kê như là một Danh lam Lịch sử Quốc gia vào năm 1964.
- Nhà Ethel Wilson Harris là một ngôi nhà mang phong cách kiến trúc hiện đại được xây dựng vào năm 1956, và được thiết kế bởi Robert Harris. Nó được liệt kê Sổ bộ Địa danh Lịch sử Quốc gia Hoa Kỳ vào năm 2001 và được quản lý bởi Cục Công viên Quốc gia.